# ناحیه ام عظائم
ناحیه ام عظائم (به عربی: دائرة أم العظائم) یک ناحیه در الجزایر است که در استان سوق اهراس واقع شده‌است. ناحیه ام عظائم ۱۷٬۰۸۷ نفر جمعیت دارد.